# 떠이닌성
떠이닌성(베트남어: Tỉnh Tây Ninh / 省西寧)은 베트남 동남부 지방의 성 단위 행정 구역이다. 성도는 떠이닌이고, 떠이닌성의 인구는 3,254,170명에 면적은 8,536.44 km2이다. 이곳은 인도차이나 전쟁과 베트남 전쟁에서 공을 세운 찐민테의 출생지가 있다. 또한 까오다이교의 고향이기도 하다.

## 역사
이전에는 크메르의 영토로 이 지방은 라웅 담레이(Raung Damrey)라고 불린다. 베트남인들은 1770년에 라웅 담레이를 점령하고 정복했다. 까오다이교는 떠이닌에서 유래되었다. 제1차 인도차이나 전쟁 말기 민족주의자이자, 군사 지도자였던 찐민테(程明世)가 태어난 곳이다.
한때 성행했던 까오다이교의 정치, 군사적 힘 때문에 이 지역은 제1차 인도차이나 전쟁 당시 장기화되고, 격렬한 전투의 현장이었다. 떠이닌성은 미국과의 전쟁 당시 호찌민 루트의 주요 종착역 역할을 했으며, 1969년 베트콩은 떠이닌 마을을 점령하여 며칠 동안 보유하였다. 1970년대 후반 캄보디아와 베트남의 분쟁 기간 동안 크메르 루즈는 떠이닌성으로 여러 차례 국경을 넘나드는 습격을 감행하여 민간인을 상대로 만행을 저질렀다. 떠이닌 주변의 몇몇 공동 묘지는 이러한 사건들을 적나라하게 상기시킨다.

## 지리
다른 동남부 지방과 마찬가지로 떠이닌성은 남중부 지방 고원과 메콩강 삼각주의 중간 지형에 있으며, 지형은 비교적 평탄하다. 떠이닌성은 고지 지형은 물론 높이 986m의 바덴산(Bà Đen), 풍산(435m), 허산(289m), 떤비엔 민족 혁명 순교자 묘지 또는 82 고지(82m) 등 평탄한 지형을 갖고 있다. 남부 현들의 지형은 약 15m이고, 남부 현의 지형과 떤쩌우현의 일부 지역은 약 115m에 이르기도 한다. 평지형과 범람지역은 1m이지만, 떠이닌성의 평균 높이는 약 35m에 불과하다. 전체적으로 떠이닌성의 지형의 높이는 호찌민시를 제외한 다른 동남부 지방보다 낮다.

## 행정 구역

### 시
- 떠이닌시 (Tây Ninh / 西寧)

### 시사
- 호아타인 시사 (Hòa Thành / 和城)
- 짱방 시사 (Trảng Bàng / 盞盤)

### 현
- 떤비엔현 (Tân Biên / 新邊)
- 떤쩌우현 (Tân Châu / 新珠)
- 즈엉민쩌우현 (Dương Minh Châu / 楊明珠)
- 쩌우타인현 (Châu Thành / 周城)
- 벤꺼우현 (Bến Cầu / 邊求)
- 고저우현 (Gò Dầu / 塸油)

## 같이 보기
- 무오이 똠 떠이닌